# Aldabulski
Aldabulski (en rus: Алдабульский) és un poble (un khútor) de l'óblast de Rostov, a Rússia, que en el cens del 2010 tenia 225 habitants, pertany al districte de Dubóvskoie.